# أنكال
انوڭال هي قرية أمازيغية جبلية مغربية وسط المملكة. تنتمي انوڭال لإقليم الحوز. تضم هذه القرية 4.173 نسمة (إحصاء 2004).